# Les Demi-vierges (film, 1924)
Ne doit pas être confondu avec Les Demi-vierges (film, 1936).
 (octobre 2011).
Si vous disposez d'ouvrages ou d'articles de référence ou si vous connaissez des sites web de qualité traitant du thème abordé ici, merci de compléter l'article en donnant les références utiles à sa vérifiabilité et en les liant à la section « Notes et références ».
Les Demi-vierges est un drame sentimental franco-belge réalisé en 1923-1924 par Armand Du Plessy, sorti en 1924.

## Synopsis
Maud de Rouvres est une femme dépravée qui tente, pour continuer à vivre dans le luxe, d'épouser un noble campagnard. Julien de Suberceaux, son amant, ne veut pas la partager avec un mari légitime. Maxime de Chantel est un noble campagnard loyal et amoureux de Maud.

## Fiche technique
- Réalisation : Armand Du Plessy
- Photographie : Émile Repelin
- Sociétés de production : Biava et First Film
- Sociétés de distribution :  Établissements Georges Petit (France) et L'Office Général Cinématographique (Belgique)
- Format : Noir et blanc - Muet
- Genre : Drame
- Date de sortie : 
  - France : 24 novembre 1924

## Distribution
- Germaine Fontanes : Maud de Rouvres
- Gabriel de Gravone : Julien de Suberceaux
- Gaston Jacquet : Maxime de Chantel
- Lucienne Bouron : Jacqueline
- Julio De Romero : Aaron
- Henri Myrial : Monsieur de Chantel